# 夏の歌
『夏の歌』（なつのうた、英語：A Song of Summer）は、フレデリック・ディーリアスが作曲した交響詩。

## 概要
1929年の作品で、当時ディーリアスは失明していたために、口述筆記によって友人エリック・フェンビーが筆耕を務めて完成させた。
本作の事情についてディーリアスはフェンビーに次のように語ったという。
1918年にディーリアスが作曲した未発表の交響詩『人生と愛の詩』を改作したのが本作である。

## 編成
拡充された3管編成のオーケストラによる。
- フルート3[1]
- オーボエ2[1]
- コールアングレ1[1]
- クラリネット3[1]
- バス・クラリネット1[1]
- ファゴット3[1]
- コントラファゴット1[1]
- ホルン4[1]
- トランペット3[1]
- トロンボーン3[1]
- チューバ1[1]
- ティンパニ[1]
- ハープ1[1]
- 弦5部[1]

## 初演
1931年9月17日にヘンリー・ウッドの指揮によりロンドンで初演され、フェンビーに献呈された。 

## 演奏時間
約9分